# Clara Emond
Clara Emond (Saint-Ferréol-les-Neiges, 5 februari 1997) is een Canadees wielrenster. In 2024 won ze, namens EF-Oatly-Cannondale, de vierde etappe in de Ronde van Italië.

## Palmares

### Overwinningen
2023
1e etappe Ronde van Extremadura (ploegentijdrit)
Bergklassement Ronde van Extremadura
2024
4e etappe Ronde van Italië

### Resulaten in voornaamste wedstrijden
| Jaar | Ronde van Italië | Ronde van Frankrijk | Ronde van Spanje |
| ---- | ---------------- | ------------------- | ---------------- |
| 2023 |                  | 23e                 |                  |
| 2024 | opgave (1)       | opgave              | opgave           |

| Jaar | Amstel Gold Race | Luik-Bast.‑Luik |  | WK op de weg |
| ---- | ---------------- | --------------- |  | ------------ |
| 2023 |                  | 67e             |  |              |
| 2024 | 36e              | 37e             |  | 51e          |

## Ploegen
- 2022 –  Emotional.fr Tornatech GSC Blagnac
- 2023 –  Arkéa Pro Cycling Team
- 2024 –  EF-Oatly-Cannondale[a]
- 2025 –  EF-Oatly-Cannondale

Armitage · Borghesi · Cadzow · Emond · Ewers · Faulkner   · Henttala · Jackson · Kakita (vanaf 31/7) · Kessler · Knaven (vanaf 24/6) · Koppenburg · Labecki · Quinn · Rüegg · Stannard · Vallieres
Armitage (tot 1/4) · Berton · Borghesi · Cadzow · Christie · Emond · Ewers · Faulkner   · Henttala · Jackson · Kerbaol · Kessler · Knaven · Roy · Rüegg · Vallieres · Volstad · van der Wolf